# Himarimã
Gli Himarimã sono un piccolo gruppo etnico del Brasile, vicino all'estinzione, che ha una popolazione stimata in circa 80 individui. Parlano la lingua Himarima (codice ISO 639: HIR) e sono principalmente di fede animista.
Vivono nello Stato brasiliano dell'Amazonas, nella valle di Tapayá.